# Коне, Жан-Мари
Жан-Мари Коне (фр. Jean-Marie Koné; 5 октября 1913 года, деревня Тиниана, Сикассо, Французский Судан — 15 мая 1988 года, Абиджан, Кот-д’Ивуар) — политический и государственный деятель Мали, первый глава правительства автономной Суданской республики (1958).

## Биография
Родился на юге Французского Судана в деревне Тиниана (ныне область Сикасо). Получив начальное образование в местных школах он был направлен для дальнейшего обучения в Сенегал, где в 1935 году окончил Высшую нормальную школу Уильям Понти в Дакаре. Там, во время учёбы, он познакомился со своим земляком Модибо Кейтой, будущим президентом Мали. Вернувшись на родину, во Французский Судан, долгие годы работал учителем в начальной школе в Сикасо, одновременно возглавляя производственный кооператив. Уже в 1953 году, когда Коне был уже известной фигурой, его назначили директором начальной школы, где он преподавал.

### Соратник Модибо Кейты
В Сикасо в 1939 году он вновь встретился со своим бывшим соучеником Модибо Кейтой, которого за антифранцузские театральные выступления сослали преподавать в провинцию. Между ними сложились дружеские отношения, укрепленные общим интересом к политике. Коне и Кейта совместно продолжили участие в освободительном движении. В 1943 году они вновь встретились в Кенедугу и начали издавать там журнал «L’Oeil du Kénédougou», в котором критиковали колониальную администрацию.
В 1946 году он стал одним из основателей и лидеров партии Суданский союз, которую возглавил Модибо Кейта. В дальнейшем он был членом, кандидатом в члены Национального политбюро Суданского союза, возглавлял дисциплинарную комиссию партии, был генеральным секретарем секции Суданского союза в Сикассо. В 1947 году он был впервые избран в Территориальную ассамблею Французского Судана, а в марте 1952 года был переизбран вновь.

### Во главе Правительственного совета
После того, как Суданский союз победил на муниципальных выборах 18 ноября 1956 года и на территориальных выборах в марте 1957 года, Жан-Мари Коне как один из лидеров партии стал заместителем Председателя Правительственного совета Французского Судана. Хотя формально Совет возглавлялся французским губернатором, многие решения принимались, прежде всего, с учётом позиции победившей партии. При его участии в колонии стали создаваться центры модернизации сельского хозяйства, а в Бамако открылись краткосрочные курсы подготовки кадров для этих центров. В 1958 году были созданы 3 государственные фермы, Общества предусмотрительности были преобразованы в Общества взаимопомощи и развития сельского хозяйства. Были введены новые ставки заработной платы, началось кооперативное движение. Был создан ряд школ ускоренной подготовки среднего медицинского персонала, открыты новые амбулатории и роддома, расширилась сеть начальных школ. Судьбоносной для будущего страны стала позиция Жана-Мари Коне и Суданского союза, выступивших в конце 1957 года против планов изменения административных границ колонии. В то время, как общинные вожди пытались добиться отделения кочевого арабо-туарегского Севера и включения его в административную систему Общинной организации Сахарских районов, в южных районах была создана Делегация петли Нигера, выступившая за самостоятельное развитие африканского юга территории. Планы раздела Французского Судана не были реализованы, и в начале 1958 года Территориальная ассамблея приняла решение о реформе государственного аппарата, предусматривавшей «африканизацию» кадров.
26 июля 1958 года он возглавил Правительственный совет Французского Судана. После того как в августе на V съезде Суданского союза было решено одобрить на референдуме французскую Конституцию 1958 года, Правительственный совет и партия приложили возможные усилия для её поддержки. 14 сентября 1958 года вместе с главой автономного Чада Габриэлем Лизеттом и председателем Постоянной комиссии Большого совета Французской Западной Африки Дуду Геем, даже совершил поездку в Гвинею, где безуспешно пытался уговорить Ахмеда Секу Туре поддержать Конституцию. В ноябре он безуспешно баллотировался в Национальное собрание Франции, но был избран в территориальное Законодательное собрание.
После того, как 28 сентября 1958 года во Французском Судане из 970 000 избирателей за новую Конституцию Франции проголосовали 945 500, была провозглашена автономная Суданская республика, а Жан-Мари Коне возглавил её Временное правительство. После того, как 21 января 1959 года Законодательное собрание республики одобрило Конституцию Федерации Мали, а 23 января приняло Конституцию Суданской республики, 8 марта 1959 года были проведены новые парламентские выборы.

### С Кейтой и без Кейты в независимом Мали

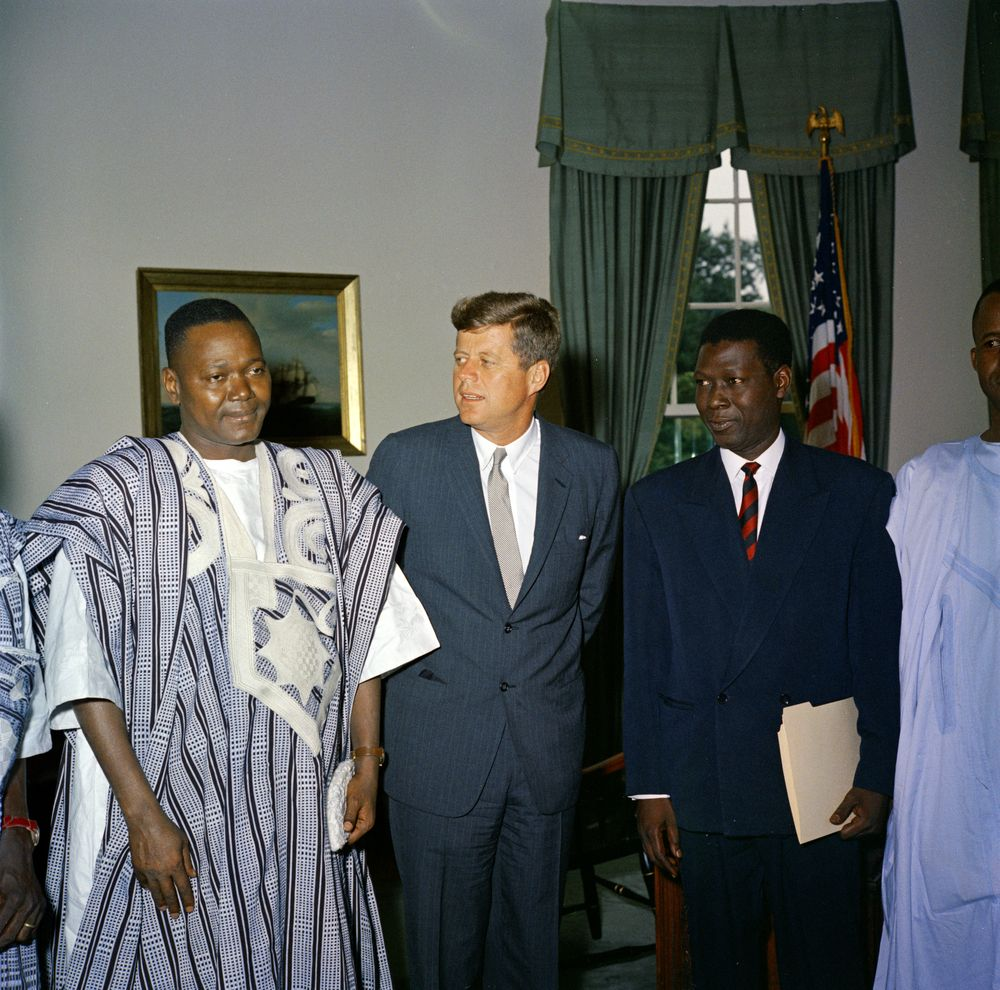
Жан-Мари Коне и посол Мали в США А.Майга на встрече с президентом США Джоном Кеннеди в Белом доме. Вашингтон, 12 июля 1961 года.

Новым главой правительства Суданской республики должен был стать Модибо Кейта, одновременно возглавлявший правительство Федерации Мали. 16 апреля 1959 года он занял этот пост, и Жан-Мари Коне стал заместителем председателя Совета Министров по вопросам юстиции и государственной службы. С этого времени его влияние стало падать — в отсутствие лидера, решавшего проблемы Федерации в Дакаре, того замещал уже не Коне, а Мадейра Кейта. После распада Федерации Мали в августе 1960 года и провозглашения независимой Республики Мали, положение Коне почти не изменилось. При формировании правительства 26 сентября 1960 года он был назначен заместителем председателя Совета Министров по вопросам юстиции и государственной службы и министром юстиции. Уже в январе 1961 года был переведен на должность государственного министра юстиции, а 17 сентября 1962 года - государственным министром по вопросам планирования и координации внешнеэкономической финансовой деятельности.
Экономика была одним из слабых мест Первой республики в Мали. Проводимая Модибо Кейтой индустриализация истощала государственный бюджет, выход страны из зоны франка нанёс удары по финансам и внешней торговле, а новая национальная валюта — малийский франк — оказался крайне слабым. Возможности для привлечения новых капиталовложений сужались, внутренняя торговля приходила в упадок, возникал дефицит товаров, снижался жизненный уровень. Модибо Кейта был вынужден капитулировать, но взять на себя ответственность за это решение пришлось Жану-Мари Коне. 15 февраля 1967 года Мали заключила с Францией финансовые соглашения. Они предусматривали в возвращение Мали в Западноафриканский валютный союз и девальвацию малийского франка в обмен на финансовую помощь.
В этот период Коне входил в пятёрку ближайших соратников президента и считался одним из лидеров двух противоборствующих группировок в руководстве партии и страны. Если руководитель экономики олицетворял умеренное крыло, то идеолог Суданского союза Мадейера Кейта возглавлял левых, активно критикующих отступления от идеалов революции.
Девальвация малийского франка на 50 % по отношению к франку КФА, ухудшение продовольственной ситуации и капитуляция перед Францией, с шумом изгнанной из страны всего несколько лет назад, стали главными обвинениями со стороны левых. Политик оказался в изоляции внутри правительства. При реорганизации кабинета 7 февраля 1968 года Кейта снял его с поста государственного министра и понизил до министра планирования.
В ноябре 1968 года опальный министр сопровождал Кейту во время его поездки в регион Мопти, но держался несколько в стороне. 18 ноября он по каким-то причинам отказался возвращаться вместе со всеми в Бамако на пароходе, а поехал в столицу на автомобиле. Той же ночью в Мали произошёл государственный переворот, и Жан-Мари Коне сам явился к военным и предложил им свои услуги.
Первоначально его опыт оказался востребован. Уже 22 ноября он был назначен на важный пост Государственного министра иностранных дел и сотрудничества во временном правительстве капитана Йоро Диаките . Его главной задачей было укрепление позиций нового режима на международной арене. В начале 1969 года в различные страны мира были направлены делегации, которые разъясняли политику пришедших к власти военных и налаживали нарушенные переворотом связи. Сам Коне возглавлял миссию доброй воли, посетившую Советский Союз 12-14 декабря 1968 года. В мае 1969 года он посетил Берег Слоновой Кости, Верхнюю Вольту и Нигер, а в июле Алжир. Но 19 сентября 1969 года Временное правительство было отправлено в отставку и в следующий кабинет он уже не вошёл. Как и другие министры Модибо Кейты, сотрудничавшие с военными, он был навсегда вытеснен с политической арены.
Скончался в Абиджане, Кот-д’Ивуар. Его останки были доставлены на родину и захоронены рядом с его отцом в деревне Киниана сельской общины Кебила.
18 июня 2007 года и 14 июля 2008 года общественность Сикасо направляла президенту Мали Амаду Тумани Туре просьбы о «реабилитации одного из отцов независимости» и об увековечении его памяти.